# John McEwan
John James „Cap” McEwan (Alexandria, Minnesota, 1893. február 18. – New York, 1970. augusztus 9.) amerikai amerikaifutball-játékos és -edző. A West Point-i katonai akadémia játékosa és edzője, később pedig egyetemi és NFL-beli csapatok edzője volt.

## Fiatalkora
1913 és 1916 között a katonai akadémia centerje volt; 1916-ban csapatkapitány volt, valamint háromszor nyerte el az All-America elismerést. Később a gyalogságnál szolgált, és Fort Salem Houston hadbíróságának vezetője volt. 1917-ben feleségül vette Letty Petersont; két gyermekük (John Jr. és Janet) született.

## Pályafutása
1919-ben a katonai akadémia csapatának támadóedzője, majd 1922 decemberében Charles Dudley Daly lemondása miatt három szezonra vezetőedzője lett. 1925-ben az Oregon Webfootshoz távozott, ahol 1929. november 22-én lemondott, de december 19-én szándékától elállt. Állítólag az Army Black Knights részére átadta az Oregon–Stanford mérkőzés felvételét, ezért a hallgató tanács Arnold Bennett Hall rektor támogatásával felfüggesztése mellett döntött.
1930-ban a Holy Cross Crusaders vezetőedzője lett, de a Bart Sullivan atlétikai igazgatóval szembeni nézeteltérés miatt felfüggesztették. McEwan azzal vádolta Sullivant, hogy nem cserélt le egy sérült játékost, de Sullivan szerint a játékos egészséges volt, és elhasználták időkérési lehetőségeiket, így a csere büntetéssel járt volna. McEwan pert indított, de később az egyetemmel megegyezett és 1933. január 21-én lemondott. Két szezonra az NFL-beli Brooklyn Dodgers edzője lett.

## 1934 után
A pénzügyileg sikertelen 1934-es szezont követően Dan Topping, a Dodgers tulajdonosa McEwant és több kiváló játékost is elbocsátott. McEwan a közmunkahivatal nyomozója lett, majd 1942-ben visszatért a katonai szolgálathoz, ahol a mérnöki hadtestbe sorozták és az észak-atlanti divízió alezredese volt. 1947 és 1963 között a New York-i közlekedési hatóság munkaügyi kapcsolati főnöke volt.
1970. augusztus 9-én hunyt el a manhattani veteránkórházban.

## Eredményei vezetőedzőként

### Egyetemi
| Év                                         | Eredmény                | Eredmény                | Helyezés                |
| Év                                         | Összesített             | Konferencia             | Helyezés                |
| Army Cadets (Független)                    | Army Cadets (Független) | Army Cadets (Független) | Army Cadets (Független) |
| ------------------------------------------ | ----------------------- | ----------------------- | ----------------------- |
| 1923                                       | 6–2–1                   | –                       | –                       |
| 1924                                       | 5–1–2                   | –                       | –                       |
| 1925                                       | 7–2                     | –                       | –                       |
| Eredmény:                                  | 18–5–3                  | –                       | –                       |
| Oregon Webfoots (Pacific Coast Conference) |                         |                         |                         |
| 1926                                       | 2–4–1                   | 1–4                     | 7.                      |
| 1927                                       | 2–4–1                   | 0–4–1                   | 8.                      |
| 1928                                       | 9–2                     | 4–2                     | 4.                      |
| 1929                                       | 7–3                     | 4–1                     | T–3.                    |
| Eredmény:                                  | 20–13–2                 | 9–11–1                  | –                       |
| Holy Cross Crusaders (Független)           |                         |                         |                         |
| 1930                                       | 8–2                     | –                       | –                       |
| 1931                                       | 7–2–1                   | –                       | –                       |
| 1932                                       | 6–1                     | –                       | –                       |
| Eredmény:                                  | 21–5–1                  | –                       | –                       |
| Összesen:                                  | 59–23–6                 | –                       | –                       |

### NFL
| Csapat           | Év        | GY | V  | D | %    | Helyezés |
| ---------------- | --------- | -- | -- | - | ---- | -------- |
| Brooklyn Dodgers | 1933      | 5  | 4  | 1 | .550 | 2.       |
| Brooklyn Dodgers | 1994      | 4  | 7  | 0 | .364 | 3.       |
| Összesen:        | Összesen: | 9  | 11 | 2 | .452 | –        |